# Bojador
Bojador (àrab: بوجدور, Būjdūr; amazic estàndard marroquí: ⴱⵓⵊⴹⵓⵕⴷ, Bujḍuṛd) és un municipi de la província de Boujdour, a la regió de Laâyoune-Sakia El Hamra, al Marroc. Segons el cens del 2014 tenia una població total de 42.561 persones. Es troba al nord-oest del Sàhara Occidental. Es localitza a uns 180 km al sud d'Al-Aaiun i a unes 130 milles nàutiques al sud-est de Las Palmas de Gran Canària (240 km).

## Evolució demogràfica
| Any      | 1982  | 1994   | 2004   | 2014   |
| Població | 8.481 | 15.167 | 36.843 | 42.651 |

## Història
Des de 1884 a Espanya se li reconeixia tota la zona del Sàhara Occidental (vegeu Conferència de Berlín) encara que en 1912 els límits van ser revisats i acordats amb França, límits que van deixar un territori sensiblement menor que el de l'acord de 1860. No obstant això no serà fins a 1934 que s'envia una guarnició per establir-se de forma efectiva i prendre possessió de la zona. Aquesta estava al comandament del coronel Osvaldo Capaz Montes. La localitat va servir per establir el límit que fins a 1958 va constituir el territori anomenat Saguia el Hamra, posteriorment fusionat amb Río de Oro per formar la província del Sàhara Espanyol. Un any abans, el 27 de novembre de 1957, durant la "guerra que mai va existir" van ser segrestats els torrers i membres de la guàrdia civil destacada en la població durant un any i mig. En 1975, després dels Acords de Madrid, va deixar de ser administrada per Espanya.

## Agermanaments
- Ketta, des del 20 de desembre de 2009